# Westmead, New South Wales
Westmead este o suburbie în Sydney, Australia.